# Gymnopleurus andreaei
Gymnopleurus andreaei är en skalbaggsart som beskrevs av Ferreira 1954. Gymnopleurus andreaei ingår i släktet Gymnopleurus och familjen bladhorningar. Inga underarter finns listade i Catalogue of Life.